# Грамівка
Гра́мівка — село в Україні, у Кам'янському районі Дніпропетровської області.
Входить до складу Лихівської селищної громади. Населення — 71 мешканець.

## Географія
Село Грамівка знаходиться на лівому березі річки Омельник, примикає до села Попельнасте (Олександрійський район), на відстані 1,5 км розташовані села Байдаківка і Григорівка.

## Населення

### Мова
Розподіл населення за рідною мовою за даними перепису 2001 року:
| Мова       | Відсоток |
| ---------- | -------- |
| українська | 100 %    |

## Інтернет-посилання
- Погода в селі Грамівка [Архівовано 21 грудня 2011 у Wayback Machine.]

1. ↑  Рідні мови в об'єднаних територіальних громадах України — Український центр суспільних даних